# Copa de la Reina de Baloncesto 1984-85
La Copa de la Reina de Baloncesto 1984-85 corresponde a la 23.ª edición de dicho torneo. Se celebró entre el 31 de marzo y el 5 de mayo de 1985 en el Pabellón Municipal de Chapina de Sevilla. 
Esta temporada participan todos los equipos de Primera División. Se juega una eliminatoria previa a ida y vuelta en la cual quedan exentos los 4 primeros clasificados al término de la liga. Los cuatro equipos exentos de la primera ronda son los que disputan la Superfinal, y dicha ronda comienza a disputarse al mismo tiempo que la Superfinal. Se juega una eliminatoria de cuartos de final a ida y vuelta donde ya entran todos los equipos. Las semifinales y final se juega en una final a cuatro a un solo partido en una sede neutral. El campeón se clasifica para la Copa Ronchetti 1985-86.

## Fase previa

### Octavos de final
Los partidos de ida se jugaron el 31 de marzo y los de vuelta el 14 de abril.
| Equipo 1            | Agr.    | Equipo 2                 | Ida   | Vuelta |
| ------------------- | ------- | ------------------------ | ----- | ------ |
| R. C. Celta de Vigo | Exento  |                          |       |        |
| Coronas Light       | Exento  |                          |       |        |
| Canoe N. C.         | Exento  |                          |       |        |
| Comansi Masnou      | Exento  |                          |       |        |
| Avon Alcalá         | 114–109 | Kerrygold Gran Canaria   | 61–58 | 53–51  |
| CD Las Banderas     | 135–174 | Cajacanarias             | 73–78 | 62–96  |
| Caixa Girona ADEPAF | 156–133 | GE Iberia                | 80–69 | 76–64  |
| Hospitalet ATO      | 160–103 | Biodrink Hispano Francés | 70–37 | 90–66  |

### Cuartos de final
Los partidos de ida se jugaron el 21 de abril y los de vuelta el 28 de abril.
| Equipo 1            | Agr.    | Equipo 2            | Ida   | Vuelta |
| ------------------- | ------- | ------------------- | ----- | ------ |
| Avon Alcalá         | 125–134 | R. C. Celta de Vigo | 50–74 | 75–60  |
| Coronas Light       | 149–130 | Cajacanarias        | 78–63 | 71–67  |
| Caixa Girona ADEPAF | 122–128 | Canoe N. C.         | 58–65 | 64–63  |
| Hospitalet ATO      | 97–150  | Comansi Masnou      | 48–64 | 49–86  |

## Fase final
|  | Semifinales         | Semifinales         | Semifinales    |                |               | Final               | Final               | Final        |  |
|  | 4 de mayo           | 4 de mayo           | 4 de mayo      |                |               | 5 de mayo           | 5 de mayo           | 5 de mayo    |  |
|  |                     |                     |                |                |               |                     |                     |              |  |
|  |                     |                     |                |                |               |                     |                     |              |  |
|  | R. C. Celta de Vigo | R. C. Celta de Vigo | 61             |                |               |                     |                     |              |  |
|  | R. C. Celta de Vigo | R. C. Celta de Vigo | 61             |                |               |                     |                     |              |  |
|  | Coronas Light       | Coronas Light       | 76             |                |               |                     |                     |              |  |
|  | Coronas Light       | Coronas Light       | 76             |                | Coronas Light | Coronas Light       | 61                  |              |  |
|  |                     |                     |                |                | Coronas Light | Coronas Light       | 61                  |              |  |
|  |                     |                     | Comansi Masnou | Comansi Masnou | 76            |                     |                     |              |  |
|  | Canoe N. C.         | Canoe N. C.         | Comansi Masnou | Comansi Masnou | 76            | 59                  |                     |              |  |
|  | Canoe N. C.         | Canoe N. C.         |                |                |               | 59                  |                     |              |  |
|  | Comansi Masnou      | Comansi Masnou      | 61             |                |               | Tercer lugar        | Tercer lugar        | Tercer lugar |  |
|  | Comansi Masnou      | Comansi Masnou      | 61             |                |               | Tercer lugar        | Tercer lugar        | Tercer lugar |  |
|  |                     |                     |                |                |               |                     |                     |              |  |
|  |                     |                     |                |                |               | R. C. Celta de Vigo | R. C. Celta de Vigo | 56           |  |
|  |                     |                     |                |                |               | R. C. Celta de Vigo | R. C. Celta de Vigo | 56           |  |
|  |                     |                     |                |                |               | Canoe N. C.         | Canoe N. C.         | 68           |  |
|  |                     |                     |                |                |               | Canoe N. C.         | Canoe N. C.         | 68           |  |
|  |                     |                     |                |                |               |                     |                     |              |  |

### Final
| 5 de mayo de 1985, 12:30 | Coronas Light                      | 61–76       | Comansi Masnou                |                                                                                       |  |
|                          | Marcador por tiempos: 34–38, 27–38 |             |                               |                                                                                       |  |
|                          | Estadísticas Cathy Boswell 31      | Reporte Pts | Estadísticas Rosa Castillo 26 | Pabellón: Pabellón Municipal de Chapina, Sevilla Árbitros: Hernández Cabrera, Sanchís |  |

| Ganadoras de la Copa de la Reina 1984-85 |
| ---------------------------------------- |
| Comansi Masnou 7º título                 |